# Federico Zanandrea
Federico Zanandrea (Monza, 10 giugno 1983) è un doppiatore, direttore del doppiaggio e attore italiano.

## Biografia
Federico Zanandrea prende parte ad alcune produzioni televisive quali: le soap opera Vivere, in onda su Canale 5, e Cuori rubati, trasmessa da Rai 2, e la sit-com La strana coppia, diretta da Lucio Pellegrini e Max Croci e trasmessa nel 2007 da Italia 1.
Nel 2004 conduce la prima edizione di Free Pass e la seconda di Band Hit, programmi musicali entrambi in onda su Italia Teen Television. Nel 2006 è co-protagonista del film Olé, regia di Carlo Vanzina, con Massimo Boldi e Vincenzo Salemme.
Debutta come regista teatrale nel 2000 con lo spettacolo Dodici uomini arrabbiati di Reginald Rose, al quale seguiranno: Alcatraz: l'isola dell'ingiustizia di Dan Gordon; Lo zoo di vetro di Tennessee Williams; Due scapoli e una bionda di Neil Simon; Lo stesso giorno, il prossimo anno di Bernard Slade; Socrate, tratto dall'Apologia di Socrate, Fedone e Critone; Otto donne e un mistero di Robert Thomas; Otello di William Shakespeare; Frankenstein, tratto dal romanzo omonimo di Mary Shelley, di cui cura anche l'adattamento, Alveare di Specchi di Simone De Domenico; Lungs di Duncan Mcmillan
Dal 2012 è presidente de "Il Mecenate" che gestisce la stagione teatrale del Teatro Delfino di Milano e che dal 2000 ha prodotto più di 30 spettacoli con alcuni dei più importanti nomi del panorama televisivo e teatrale italiano.
È lo speaker ufficiale del canale televisivo terrestre di Sky TV8. Inoltre è la voce italiana di Freezer in Dragon Ball Super, diventando successore di Gianfranco Gamba, scomparso nel 2004.
È direttore di doppiaggio di diversi film e di alcune serie di successo quali: I Borgia,  The Crown, Tredici.

## Filmografia

### Attore

#### Cinema
- Olé, regia di Carlo Vanzina (2006)

#### Televisione
- Vivere, registi vari (2001-2002)
- Cuori rubati, registi vari (2002)
- La strana coppia, regia di Lucio Pellegrini e Max Croci (2007)
- Un ciclone in famiglia 4, regia di Carlo Vanzina (2008)
- Fratelli Benvenuti, regia di Paolo Costella (2010)

## Doppiaggio

### Cinema
- Gary Oldman in Sid & Nancy (ridoppiaggio)
- Chris Evans in Playing It Cool
- Nicky Kantor in Porky College 2 - Sempre più duro
- Ejiro Ozaki in Lettere da Iwo Jima
- Jay Paulson in Un microfono per due
- Harry Treadaway in Fish Tank
- Danny Cunningham in 24 Hour Party People
- Ryan Sheckler in Our Life
- Andrew Ellis in This Is England
- Titus De Voogdt in Ben X - Il coraggio è tutto
- Ninoslav Culum in Promettilo!
- Nnamdi Asomugha in Sylvie's Love
- Cardi Wong in Ondata calda
- Tommaso Sacco in Ops! È già Natale

### Film d'animazione
- Kenji Koiso in Summer Wars
- Ryo Asuka in Amon - Apocalypse of Devilman
- Yoshio Kawabata in Le voci della nostra infanzia
- Shino Aburame in Naruto Shippuden - Il maestro e il discepolo, Naruto Shippuden - Eredi della Volontà del Fuoco
- Takaki Tōno in 5 cm al secondo
- Ham III in Space Chimps 2 - Zartog colpisce ancora
- Henry "Hero" Navarro in Starship Troopers - L'invasione
- Shichiro Washio in Detective Conan - La mappa del mistero
- Bunjiro Narusawa in Detective Conan - Il mago del cielo d'argento
- Saguru Hakuba in Detective Conan - Requiem per un detective
- Yasuhiko Endo in Detective Conan - L'undicesimo attaccante
- Freezer in Dragon Ball Super: Broly
- David Shield in My Hero Academia: Two Heroes
- Preside Nezu in My Hero Academia: Heroes Rising
- Sentomaru in One Piece Stampede - Il film
- Suneo Honekawa da adulto in Doraemon - Il film e Doraemon - Il film 2
- Eiji Nochizawa in Sword Art Online - The Movie: Ordinal Scale
- Karl in Yellowbird
- Voci secondarie in Detective Conan: Episode "One" - Il detective rimpicciolito

### Serie d'animazione
- Gingka Hagane in Beyblade Metal Fusion, Beyblade Metal Masters e Beyblade Metal Fury
- Saguru Hakuba in Detective Conan (seconda voce), Magic Kaito 1412
- Crow Hogan in Yu-Gi-Oh! 5D's
- Kenny in Pokémon Diamante e Perla
- Sentomaru, Shanks (flashback; ep.461-505) in One Piece
- Yusuke Fujiwara in Yu-Gi-Oh! GX
- Astral in Yu-Gi-Oh! Zexal
- Shino Aburame in Naruto, Naruto: Shippuden
- Rex Owen in Dinosaur King
- Shinobu Fujiwara in Dancouga
- Masato Takai in Dream Team
- Hayato Gokudera in Tutor Hitman Reborn
- Sparrow Hood in Ever After High
- Dudley Puppy in T.U.F.F. Puppy
- Lucky in Pound Puppies
- Hanabusa Aidou in Vampire Knight
- Howard Weinerman in Randy - Un Ninja in classe
- Kratz in Harvey Beaks
- Kaji Tetsushi in Streghe per amore
- Jin in Mix Master
- Rig in Claymore
- Tintin in Le avventure di Tintin (2º doppiaggio)
- Ben in Il piccolo regno di Ben e Holly (stagione 1, primo doppiaggio)
- Olly Timbers in Benvenuti al Wayne
- Kurt in Robotboy
- Freezer, Frost e Yajirobe in Dragon Ball Super
- Minos in I Cavalieri dello zodiaco - The Lost Canvas
- Nezu, Best Jeanist e Manual in My Hero Academia
- Skeebo in Pac-Man e le avventure mostruose
- Mike Collins/Krush (Episodio 17) in Ghostforce
- Thane De Medaci in Yattaman
- Broseph in Stoked - Surfisti per caso
- Sabito in Demon Slayer
- Delinquente in Akudama Drive
- Alex Zabel in Inazuma Eleven GO
- Abe in Beelzebub
- Yuri Falier in Arte
- Pneumococco in Cells at Work! - Lavori in corpo
- Yukito Tsukishiro / Yue in Cardcaptor Sakura: Clear Card
- Stuart in Oddballs
- Ken "Draken" Ryuguji in Tokyo Revengers
- Frezeer in Mega Tree Majokko
- Orthos in That Time I Got Reincarnated as a Slime
- Maestro in Tenken - Reincarnato in una spada
- Abuto in Gintama
- Masahito Karikiri in Summer Time Rendering
- Kenji Futakuchi in Haikyu!!
- Yuji Katou in Giochi d'amore
- Toma Kusaka in Cicala d'inverno

### Serie televisive
- Ryan Sheckler in Life of Ryan, True Jackson, VP
- Jeffrey Donovan in Crossing Jordan
- Bobby Lockwood in Anubis
- Jay Ryan in Sea Patrol
- Ken Verdoodt in Amika
- Ricky Mabe in Beautiful People
- Dylan Everett in Essere Indie
- Jang Woo-young in Dream High
- Jack De Sena in 100 cose da fare prima del liceo
- Carter Jenkins in Unfabulous
- Ralph Macchio in How I Met Your Mother
- Michael Welch in Scandal
- Ashley Zukerman in Il simbolo perduto
- Johannes Hauer in Tempesta d'amore
- Manuel Colmenares in Isa TVB
- Diego Garcia in Rebelde Way (2° doppiaggio)

### Videogiochi
- Leroy Huxley in Call of Duty 3 (2006)[1]
- Istruttore #2 in Bee Movie Game (2007)[2]
- Kourin ne Le avventure di Lupin III: Lupin la morte, Zenigata l'amore (2008)[3]
- Morgan Duvall in Haze (2008)[4]
- William McCall in Call of Juarez: Bound in Blood (2009)[5]
- Scooter in Borderlands (2009),[6] Borderlands 2 (2012)[7]
- Vieri de' Pazzi in Assassin's Creed II (2009),[8] Assassin's Creed: Brotherhood (2010)
- Spia in Anno 1404: Venezia (2010)[9]
- Faraday in Battlefield: Bad Company 2 (2010)[10]
- Lucas / Signore della foresta in Gormiti: Gli eroi della natura (2010)[11]
- Tenente Hadley in Fable III (2010)[12]
- Seamus Finnigan in Harry Potter e i Doni della Morte - Parte 2 (2011)[13]
- Tintin ne Le avventure di Tintin - Il segreto dell'Unicorno (2011)[14]
- Esploratore giovane in Kinect: Disneyland Adventures (2011)[15]
- Alex Zabel/Axel Blaze, Kevin Dragonfly e Nathan Swift in Inazuma Eleven GO (2011)[16]
- Kevin Dragonfly in Inazuma Eleven (2011),[17] Inazuma Eleven 2 (2012),[18] Inazuma Eleven Strikers (2012),[19] Inazuma Eleven 3 (2013)[20]
- Sam Kincaid in Inazuma Eleven 2 (2012)[18]
- Damotrius in Diablo III (2012)[21]
- Farid in Call of Duty: Black Ops II (2012)[22]
- Lenny Dexter in Hitman: Absolution (2012)[23]
- Keith Ramsey in Far Cry 3 (2012)[24]
- Hurley Kane in Inazuma Eleven 3 (2013)[20]
- Bird in Batman: Arkham Origins (2013)[25]
- Marius Titus in Ryse: Son of Rome (2013)[26]
- Hoot Loop in Skylanders: Swap Force (2013)
- Joseph Oda in The Evil Within (2014)[27]
- Cap. Rouille in Assassin's Creed: Unity (2014)[28]
- Teo in Just Cause 3 (2015)[29]
- Mercante d'armi a "La fuga di Dante" in Tom Clancy's The Division (2016)[30]
- Ritchie Doucet in Mafia III (2016)[31]
- Shergar e Tatfrid la Lira in Assassin's Creed: Valhalla (2020)[32]
- Ermes in Immortals Fenyx Rising (2020)[33] Immortals Fenyx Rising: Una nuova divinità (2021)[33]
- Glynt in Destiny 2 (2017)[34]
- Crasher in Blaze and the Monster Machines: Axle City Racers (2021)[35]
- Murray in Hotel Transylvania - Avventure da paura (2022)[36]
- Prof. Omar in Indiana Jones e l'antico cerchio (2024)[37]